# Jan Dinarés i Quera
Joan Antoni Dinarés i Quera (Terrassa, 23 de setembre de 1969) és un jugador d'hoquei sobre herba terrassenc, ja retirat, guanyador d'una medalla olímpica.
Membre del Club Egara, va participar als 22 anys en els Jocs Olímpics d'Estiu de 1992 celebrats a Barcelona (Catalunya), on va aconseguir guanyar un diploma olímpic en la competició masculina d'hoquei sobre herba en finalitzar cinquè amb la selecció espanyola. En els Jocs Olímpics d'Estiu de 1996 realitzats a Atlanta (Estats Units) aconseguí guanyar la medalla de plata en aquesta mateixa competició. En els Jocs Olímpics d'Estiu de 2000 realitzats a Sydney (Austràlia), la seva última participació olímpica, fou novè en la competició masculina.
Al llarg de la seva carrera ha guanyat una medalla en el Campionat del Món d'hoquei sobre herba. També guanyà set Lligues espanyoles (1992, 1993, 1996, 1998-2001), quatre Copes del Rei (1993, 1998-2000) i sis Campionats de Catalunya (1994, 1998-2002).